# YTF(r)
YTF(r) är ett skivbolag, som är helägt av medlemmarna i Yrkestrubadurernas förening (YTF). Skivbolaget ger ut medlemmarnas skivor, till exempel Cornelis Vreeswijk, Bernt Staf, Jeja Sundström, Pierre Ström, Björn Arahb, Billey Shamrock, Ewert Ljusberg, Tore Berger, Håkan Steijen, Maria Lindström, Gunnar Källström, Stefan Ringbom, Anna Döbling och Ulf Johan Tempelman.